# Ateleia herbert-smithii
Ateleia herbert-smithii är en ärtväxtart som beskrevs av Henri François Pittier. Ateleia herbert-smithii ingår i släktet Ateleia och familjen ärtväxter. Inga underarter finns listade i Catalogue of Life.